# Barretos EC
Barretos EC is een Braziliaanse voetbalclub uit Barretos, in de deelstaat São Paulo.

## Geschiedenis
De club werd in 1960 opgericht door een fusie tussen Barretos FC en Fortaleza FC, die beiden in 1959 degradeerden uit de Série A2. De fusieclub mocht in 1961 terug van start in deze competitie. De club speelde er onafgebroken tot 1986 en kwam enkele keren dicht bij een promotie naar de hoogste klasse, maar kon deze nooit afdwingen. De club keerde nog terug van 1991 tot 1993, maar is sindsdien actief in lagere reeksen.